# Corne du bois des pendus (Attert)
La Corne du Bois des Pendus est un lieu-dit de la province de Luxembourg, en Belgique, qui est un des points culminants sur la ligne de crête séparant le bassin de la Meuse de celui du Rhin (par la Moselle). Situé à l’extrémité orientale de la forêt d'Anlier, il est également un important carrefour routier où se croisent la route nationale 4 et la route allant de Habay à Parette (route nationale 87).
À 488 mètres d’altitude, le lieu-dit se trouve à l’est de la route nationale 4 le long de la route conduisant au village de Parette (route appelée « rue de la Corne du bois »). La frontière du Luxembourg se trouve à quelques kilomètres. Premier poste de relais sur l’ancienne route romaine Arlon-Tongres, quelques vestiges datant de l'époque romaine y furent découverts. Administrativement, le lieu-dit se trouve sur le territoire de la commune d’Attert, dans la partie septentrionale du parc naturel de la vallée de l’Attert.

## Étymologie
D’après Jespers, la « Corne du bois des pendus » est un « Terrain qui s’engage en pointe dans un bois servant de lieu d’exécution des peines capitales ».